# Luis Murschetz
Luis Murschetz (* 7. Januar 1936 in Velenje, Untersteiermark) ist ein Karikaturist und Kinderbuchautor.

## Leben
Luis Murschetz verbrachte seine Jugend in Frohnleiten. Er studierte sechs Semester an einer Maschinenbaufachschule und arbeitete in einer Fabrik. Von 1956 bis 1960 besuchte er die Fachschulklasse für Gebrauchsgrafik und Fototechnik an der Bundeslehranstalt für das Baufach und Kunstgewerbe in Graz.
Später zeichnete er für eine Werbeagentur in Rotterdam ein Jahr lang Gebrauchsgrafik und Sportkarikaturen. Weitere Stationen waren Feldkirchen und ab 1962 München, wo 1967 erste Zeichnungen in der Süddeutschen Zeitung erschienen. Seit 1971 zeichnete Luis Murschetz als Nachfolger von Paul Flora politische Karikaturen für die Wochenzeitung Die Zeit (Hamburg); diese Tätigkeit endete 2010. Zwischen 1983 und 1996 leitete er sechs Mal die Klasse „Illustration“ an der Internationalen Sommerakademie für bildende Kunst in Salzburg.
Er beschäftigt sich nicht ausschließlich mit Karikaturen, sondern er zeichnet auch „düstere“ Dinge wie beispielsweise Vampire oder Ungeheuer.
Im Jahr 1972 waren Werke von Luis Murschetz Bestandteil der Ausstellung Sieben phantastische Humoristen von der Zürcher Galerie Daniel Keel, die durch Deutschland wanderte.
Noch im selben Jahr erschien sein erstes Kinderbuch Der Maulwurf Grabowski, das seitdem in zehn Sprachen, darunter auch Japanisch, übersetzt wurde.
Luis Murschetz über sich selbst: Ich will nur unterhalten, nicht erziehen. Er ist Vater der Bühnenbildnerin und Illustratorin Annette Murschetz.

## Auszeichnungen
- 1971: Schwabinger Kunstpreis
- 1973: AZ-Stern des Jahres
- 1997: Olaf-Gulbransson-Preis
- 1998: Deutscher Preis für die politische Karikatur
- 1998: Großes Ehrenzeichen des Landes Steiermark
- 1998: Österreichisches Ehrenkreuz für Wissenschaft und Kunst[1]

## Werke
- Draculas Ende. 28 Zeichnungen. Mit einem Vorwort von Herbert Rosendorfer (= Klub der Bibliomanen), Diogenes, Zürich 1969, DNB 457658150.
- Sieben phantastische Humoristen: Paul Flora, Edward Gorey, Luis Murschetz, J. J. Sempé, Roland Topor, Tomi Ungerer, Reiner Zimnik, Ausstellungskatalog: 5. Oktober – 18. November 1972. Galerie Daniel Keel, Zürich 1972, OCLC 758385075.
- Der Maulwurf Grabowski. Kinderbuch. Diogenes, Zürich 1972, ISBN 3-257-00542-3; 2020, ISBN 978-3-257-01254-5.
- Die Ungeheuer von Loch Ness. 29 Zeichnungen. 1973.
- Tschau! Tschüß! Servus! Cartoons. Diogenes, Zürich 1974, ISBN 3-257-00781-7.
- Der Hamster Radel. Kinderbuch. 1975.
- Der dicke Karpfen Kilobald. Kinderbuch. 1978.
- Drei Chinesen mit dem Kontrabass, Hanser, München / Wien 1997, ISBN 3-446-18948-3.
- Abschied von Kohl, Karikaturen, Sanssouci, Zürich 1998, ISBN 3-7254-1151-4.
- Couscous auf beide Wangen. Karikaturen. 2001.
- mit Ernst Fischer, Herbert Riehl-Heyse: Vorsicht, Golfer!, Ullstein, München 2003, ISBN 978-3-550-07582-7.